# 九溪镇
九溪镇，是中华人民共和国云南省玉溪市江川区下辖的一个镇。九溪镇位于江川区西南部，东与星云街道相连，南与通海县毗邻，西与红塔区接壤，北与前卫镇交界，镇政府距玉溪市政府所在地10千米距江川区区政府所在地12千米。九溪镇主要以农业为主，列如：烤烟、花卉、蔬菜、油料，其中烤烟和花卉是九溪人民的著名产业，九溪的百合花在斗南花卉市场非常吃香。

## 行政区划
九溪镇下辖以下地区：
大营社区、马家庄村、六十亩村、阳山庄村、大村、中营村、鸡窝村、喜乐庄村和矣文村